# Жангу, Луи Тома
Луи Тома Жангу (фр. Louis Thomas Gengoult; 1767—1846) — французский военный деятель, дивизионный генерал (1815 год), барон (1810 год), участник революционных и наполеоновских войн.

## Биография
Родился в семье ювелира Лорана Жангу (фр. Laurent Gengoult) и его супруги Мадлен Юмбер (фр. Magdelaine Humbert). 11 июля 1784 года вступил солдатом в Австразийский полк (с 1 января 1791 года - 8-й пехотный полк). 25 декабря 1791 года был переведён в звании капрала-фурьера в Конституционную гвардию короля. 20 июня 1792 года гвардия была распущена. Жангу вместе с отцом вернулся в Туль и поступил в национальную гвардию этого города простым гренадером. В то время иностранные армии готовились к вторжению во Францию, и повсюду собирались легионы добровольцев для защиты страны. 22 июля Директория округа запросила 51 добровольца из города Туль, Жангу явился в ратушу и был записан в 7-й батальон волонтёров департамента Мёрт. 28 июля 1792 года избран капитаном. В 1794 году батальон в ходе амальгамы влился в состав 110-й пехотной полубригады. Служил в Мозельской и Самбро-Маасской армиях. 31 декабря 1795 года произведён в командиры батальона. 3 марта 1796 года 110-я полубригада влилась в состав 16-й линейной полубригады. 25 мая 1796 года был вынужден выйти в отставку.
Возвратился на службу 1 августа 1799 года в качестве командира резервного батальона департамента Мёрт. 16 февраля 1800 года переведён в 42-ю полубригаду линейной пехоты и служил в Рейнской армии. 27 марта 1801 года переведён в состав 50-й линейной полубригады. 22 декабря 1803 года произведён в майоры и назначен заместителем 103-го полка линейной пехоты.
13 мая 1806 года получил звание полковника, и был назначен командиром 56-го полка линейной пехоты вместо погибшего в ходе Итальянской кампании 1805 года полковника Бутруэ. 23 сентября 1806 года его полк вошёл в состав пехотной дивизии Буде. Участвовал в кампании 1807 года. 7 июля получил два ранения в ногу при осаде Штральзунда. Принимал участие в Австрийской кампании 1809 года, 22 мая был ранен осколком в голову в сражении при Эсслинге. В 1810 году состоял в наблюдательном корпусе Голландии.
6 августа 1811 года произведён в бригадные генералы. С 25 февраля 1812 года командовал 1-й бригадой (24-й полк лёгкой пехоты и 1-й элитный полк пехоты Португальского легиона, а также артиллерийская рота: всего 1 750 человек) 10-й пехотной дивизии генерала Ледрю 3-го армейского корпуса маршала Нея. Участвовал в Русской кампании 1812 года. 7 сентября был ранен штыком в правую лопатку в сражении при Бородино. В Саксонскую кампанию 1813 года командовал с 12 апреля 1-й бригадой 40-й пехотной дивизии 13-го корпуса, особо отличился 12 мая 1813 года в деле при Рейхерштигерланде, где убил и ранил 400 человек, и столько захватил в плен и взял шесть орудий.
При первой Реставрации оставался с 1 сентября 1814 года без служебного назначения. Во время «Ста дней» присоединился к Императору и возобновил службу в составе 3-го наблюдательного корпуса. В сражениях при Линьи и Вавре командовал 1-й бригадой (34-й и 88-й линейные полки: 2 761 человек) 10-й пехотной дивизии генерала Абера 3-го корпуса генерала Вандама. 5 июля 1815 года произведён в генерал-лейтенанты, но данное производство было аннулировано королевским приказом 1 августа.
В октябре 1816 года восстановлен в армии в чине бригадного генерала. В 1818 году назначен генеральным инспектором 2-го и 3-го военных округов. С 1 января 1825 года в отставке. 19 ноября 1831 года восстановлен в звании генерал-лейтенанта. Умер 13 июня 1846 года в Туле в возрасте 78 лет.

## Воинские звания
- Солдат (11 июля 1784 года);
- Капрал (11 июня 1789 года);
- Капрал-фурьер (12 июня 1790 года);
- Капитан (28 июля 1792 года);
- Командир батальона (31 декабря 1795 года);
- Майор (22 декабря 1803 года);
- Полковник (13 мая 1806 года);
- Бригадный генерал (6 августа 1811 года);
- Дивизионный генерал (5 июля 1815 года, аннулировано 1 августа 1815 года).

## Титулы
- Барон Жангу и Империи (фр. baron Gengoult et de l'Empire; декрет от 15 августа 1809 года, патент подтверждён 9 марта 1810 года, Париж)[1][2].

## Награды
Легионер ордена Почётного легиона (25 марта 1804 года)
 Офицер ордена Почётного легиона (16 июня 1809 года)
 Коммандан ордена Почётного легиона (2 сентября 1812 года)
 Кавалер Военного ордена Святого Людовика (29 октября 1814 года)